# Apostolisch Genootschap

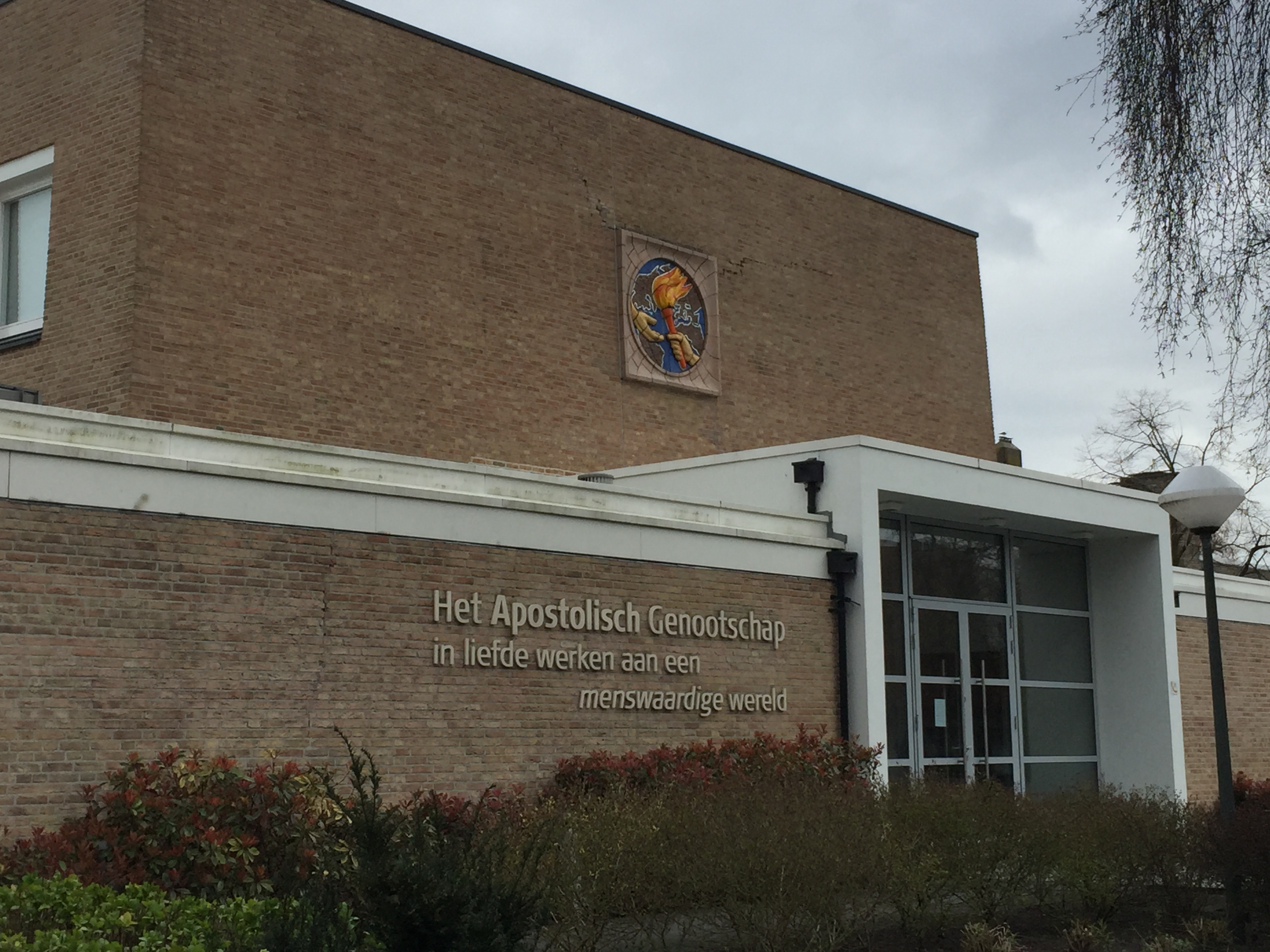
Apostolisch Genootschap Leiden (2020)

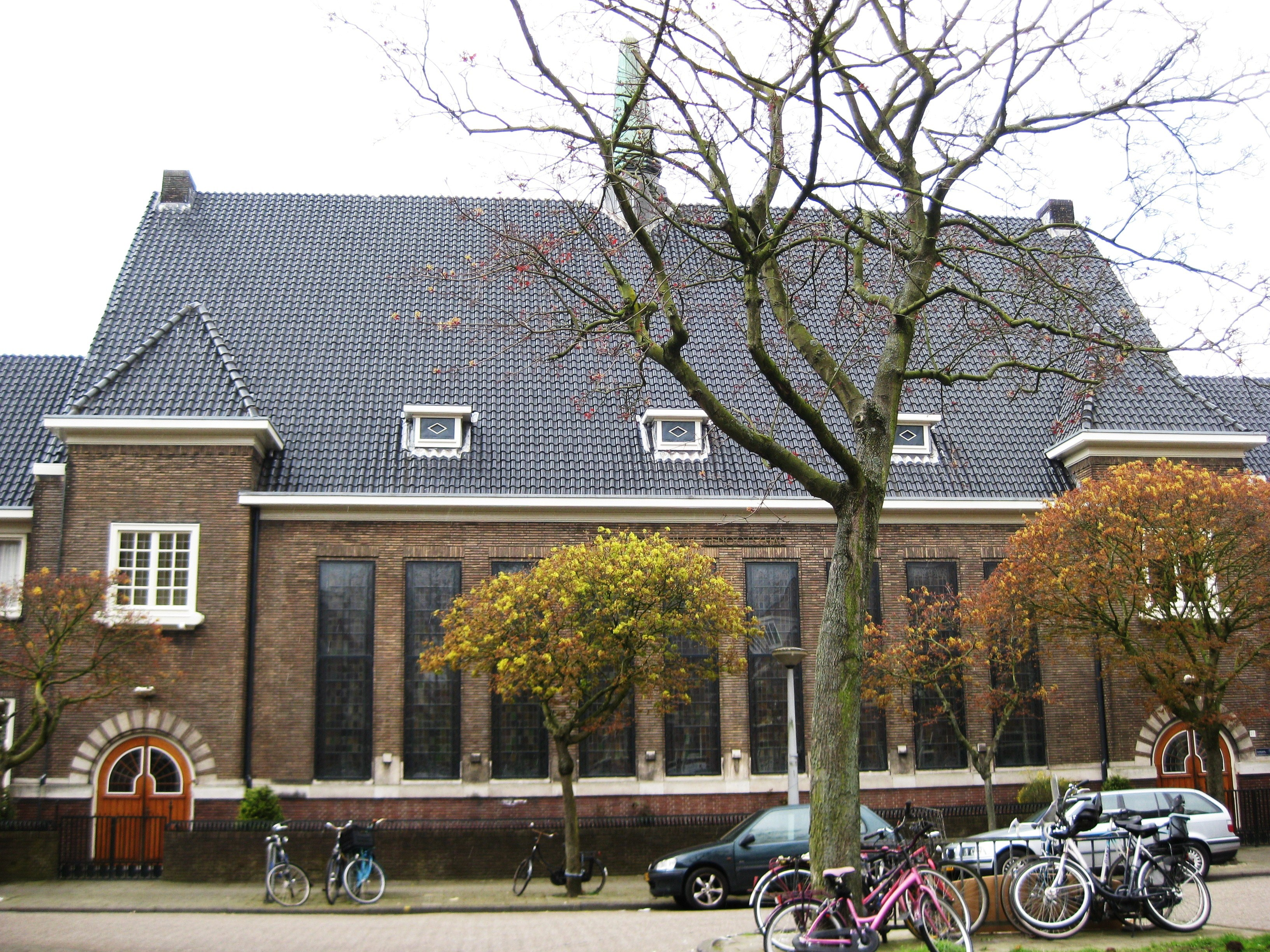
Apostolisch Genootschap in Amsterdam (2012)

Het Apostolisch Genootschap is in juridische zin een kerkgenootschap. Het werd in 1951 opgericht in Nederland en heeft zich sindsdien ontwikkeld van een gesloten groepering met een hiërarchische en autoritaire cultuur naar een liberale levensbeschouwing. Het genootschap heeft anno 2020 een vrijzinnige visie op God, de schepping en de plaats van de mens hierin en kan worden gerekend tot het religieus-humanisme.

## Organisatie
Het genootschap komt voort uit een afsplitsing van de "Hersteld Apostolische Zendinggemeente in de Eenheid der Apostelen" (later Nieuw-Apostolische kerk) onder leiding van Lambertus Slok. Op landelijk niveau werkt het genootschap samen met de Algemene Doopsgezinde Sociëteit, Vrijzinnigen Nederland, de Vereniging van Vrijzinnige Protestanten en de Remonstranten.
Het ledental (stand per 31-12-2020) ligt rond de 14.000, waarvan er bijna 2.500 jeugdleden, ruim 200 aspirant-leden en circa 1.200 geregistreerde sympathisanten zijn. Het Apostolisch Genootschap had anno 2017 een eigen vermogen van circa 440 miljoen euro.

## Vrijzinnigheid
De geloofsopvatting van het Apostolisch Genootschap is anno 2012 te plaatsen onder de vrijzinnigheid. Er is geen algemeen omlijnd godsbeeld binnen het Apostolisch Genootschap. Zo bleek uit een onderzoek van Frederique Demeijer in 2020, bestaande uit interviews met achttien leden, dat sommigen God zagen als een creatieve kracht en anderen als liefdevolle macht tussen mensen. De Bijbel ziet men als een verzameling verhalen, morele lessen en waardevolle metaforen, echter niet als het absolute en enige Woord van God. Kenmerkend voor het genootschap is dat er een hoge mate van vrijzinnigheid is, met tegelijkertijd hechte saamhorigheid in combinatie met een goede organisatiestructuur, wat het tot een ervaringsgerichte en praktische levensbeschouwing maakt. Zo verrichten leden relatief veel vrijwilligerswerk.
In de statuten verwoordt het genootschap de geloofsopvatting als volgt (versie 2019): het Apostolisch Genootschap bouwt voort op de gezindheid van Jezus van Nazareth en van ongekend velen die hierin zijn voorgegaan. De schepping wordt ervaren als een niet te bevatten mysterie (…) vanuit het geloof dat alle leven uit één oorsprong voortkomt. ‘God’ gebruikt het Apostolisch Genootschap om een naam te geven aan dat wat overstijgt (…). Apostolischen willen in liefde werken aan een menswaardige wereld (…) door het licht van de liefde te koesteren en van generatie op generatie over te dragen.
Op verzoek van en bekostigd door het Apostolisch Genootschap is er in 2020 een leerstoel Religieus Humanisme en Compassie met een bijzonder hoogleraar ingesteld aan de Faculteit Religie en Theologie van de Vrije Universiteit te Amsterdam. Doel van deze leerstoel is om de religieus-humanistische traditie beter te bestuderen, wetenschappelijk te publiceren en docenten en studenten kennis te laten maken met dit gedachtegoed.

## Geschiedenis
De apostolische beweging begon rond 1830 in Groot-Brittannië onder invloed van de prediking van de Schotse predikant Edward Irving (1792-1834), een geestelijke en theoloog in de Kerk van Schotland, als een opwekkingsbeweging. Eén van de belangrijkste thema's van Irvings preken was de wederkomst van Christus (de tweede Advent). Juist voordat William Miller (1782-1849) in 1832 deze adventistische boodschap begon te prediken in de Verenigde Staten lanceerde Irving deze boodschap, die werd opgepikt door notabelen uit Londen. Hierop werd in 1845 van 29 april tot 1 mei de zogenaamde 'Albury Conference' gehouden in Albany, om de wederkomst te versnellen. Dit wordt gezien als het startpunt van de Katholiek Apostolische Kerk.
Centraal in de kerk stond een zo letterlijke mogelijke interpretatie van de Bijbel. Dat hield onder meer in dat men meende dat de geestesgaven (profetie, spreken in tongen en genezingen) en ambten uit het nieuwtestamentisch christendom nog steeds actueel waren voor de kerk. Het meest kenmerkende van de nieuwe kerk was het ambt van apostel, dat in de christelijke kerk na het Nieuwe Testament was vervangen door de leiding door bisschoppen. De apostel kreeg het hoogste geestelijke gezag in de apostolische gemeenten.
Door zending kwam deze beweging in 1863, onder leiding van Friedrich Wilhelm Schwartz (1815-1895) via Duitsland naar Amsterdam, om ook in Nederland de apostolische boodschap uit te dragen, onder de naam Hersteld Apostolische Zendingkerk (HAZK). Er ontbrandde een opvolgingsstrijd na het overlijden van Schwartz die tot gevolg had dat de kerk zich splitste. Naast de HAZK ontstond de Hersteld Apostolische Zendinggemeente in de Eenheid der Apostelen (HAZEA). Deze maakte deel uit van de Duitse Neuapostolische Kirche (NAK). De NAK werd geleid door een 'stamapostel' die leiding gaf aan alle individuele apostelen in diverse landen.
Het Apostolisch Genootschap is in 1951 opgericht na een schisma in 1946. Aanleiding voor deze scheuring was het uit elkaar groeien van de HAZEA en de NAK tijdens het 36-jarig apostolaat van Johannes Hendrik van Oosbree (1862-1946). De HAZEA groeide in deze tijd van 7400 naar circa 30.000 leden. Van Oosbree liet de wederkomstgedachte los en Bijbelteksten moesten niet langer letterlijk geïnterpreteerd worden. Tevens koppelde Van Oosbree de christusnaam van Jezus los van de historische Jezus uit Nazareth. Hij beschouwde die naam meer als een arbeidsnaam, die "in deze tijd" ook door anderen gedragen kon worden. Het ging niet langer om het geloof in Jezus, maar om het geloof van Jezus en in het bijzonder diens gezindheid. Van Oosbree zag het als zijn opdracht om de gezindheid van Jezus van Nazareth "tijdsovereenkomstig" gestalte te geven. Hiermee creëerde hij voor zichzelf ruimte om af te wijken van interpretaties op basis van de letterlijke Bijbeltekst. De Duitse stamapostel Johann Gottfried Bischoff (1871-1960), die in de apostolische hiërarchie boven Van Oosbree stond, was niet blij met deze ontwikkeling naar minder orthodoxe opvattingen. Echter, gezien de populariteit van de Nederlandse apostel en de groei van de gemeenten, vond hij het ook niet opportuun om in te grijpen.
Toen Van Oosbree in 1946 overleed deed Bischoff een poging om de HAZEA weer binnen het gareel van de NAK te krijgen door Jan Jochems (1879-1947), die al "hulpapostel" was, als een orthodoxe opvolger voor Van Oosbree te kiezen. Van Oosbree had zelf echter ook eigenmachtig een opvolger notarieel laten vastleggen. Dit was Lambertus Slok (1904-1984) die toen met 41 jaar de jongste districtsvoorganger was. De meeste leden van de HAZEA volgden Slok, ook al oordeelde de rechter dat Jochems op de juiste wijze als apostel was aangesteld.
Slok bouwde voort op de door Van Oosbree ingezette lijn en introduceerde het "God als mens"-evangelie. De apostel werd hierin gezien als de "tijdovereenkomstige Christus". Dit betekende dat de apostel de enige was in de gemeente die met gezag kon spreken en dat zijn opvattingen niet mochten worden getoetst aan andere bronnen. Voor zijn volgelingen was dit aanvankelijk geen groot probleem. Slok was een charismatische man, de leider waar ze op dat moment behoefte aan hadden. In de jaren zeventig vond de tweede feministische golf plaats en ontstond de flowerpowerbeweging. Vanuit het Apostolisch Genootschap werd terughoudend gereageerd op deze ontwikkelingen. Dat begon te wringen bij de leden.
Lambertus Slok overleed in 1984. In zijn testament had hij zijn zoon Jan L. Slok, meestal aangeduid als Slok junior, aangewezen als opvolger. Deze wees het begrip van de apostel als "tijdovereenkomstige Christus" af en vond dat ieder mens de "Christusgezindheid" moest uitdragen. Tevens heeft Jan. L. Slok bepaalde vernieuwingen in de liturgie en organisatie doorgevoerd. Vrouwen konden vanaf de jaren negentig geestelijk verzorger worden en relaties tussen heterostellen en homoparen werden geheel gelijk gesteld.
Slok junior bleef niet aan tot aan zijn dood. Hij wees in 2001 Dick Riemers aan als zijn opvolger. Onder Riemers zette het Apostolisch Genootschap stappen richting het religieus humanisme. In 2011 werd Bert Wiegman de nieuwe apostel. Onder zijn leiding werden de geloofsopvatting en statuten in meer vrijzinnige geest vastgelegd. Ook werd meer samenwerking gezocht met vrijzinnige (religieuze) organisaties.

## Apostelambt
Naar het voorbeeld van de twaalf apostelen van Jezus werden vanaf 1832 invloedrijke personen zoals Henry Drummond in Groot-Brittannië 'geroepen' tot het apostelambt en uitgezonden. De apostolische beweging kende sinds de oprichting een hiërarchische en sterk autoritaire cultuur, waarin sinds de 19e eeuw de apostel de centrale figuur was. Het 'nieuwe licht' zorgde ervoor dat het woord van de levende apostel belangrijker werd dan de woorden van de Bijbelse apostelen. Deze gold als de hoogste waarheid en kritiek hierop werd niet geaccepteerd. Vanaf de laatste eeuwwisseling verminderde deze vorm van persoonsverheerlijking bij het Apostolisch Genootschap en kreeg het individu meer ruimte.' Anno 2014 werd de rol van de apostel binnen het genootschap beschreven als hoofd van de gemeenschap, bestuursvoorzitter, eindverantwoordelijke voor de geestelijke verzorging en primus inter pares.
Op 17 april 2022 heeft Bert Wiegman de eindverantwoordelijkheid voor de geestelijke verzorging overgedragen aan Nanda Ziere en Marten van der Wal. De ambtsnaam apostel wordt niet meer gebruikt door Ziere en Van der Wal, zij willen zelf de aanduiding 'eerstverantwoordelijke voorganger' gebruiken.